# Federación Sportiva Nacional
La Federación Sportiva Nacional de Chile (FSN) fue una asociación deportiva de Chile creada en Santiago en 1909. Fue reconocida por el gobierno chileno y se formó con la intención de hacerse cargo del deporte en ese país, habiendo disputado el control del fútbol chileno con la Football Association of Chile (FAC), fundada en Valparaíso.

## Historia
En 1909 se realizó en Santiago una asamblea deportiva en la cual quedó oficialmente constituida la Federación Sportiva Nacional de Chile. Entre las colectividades organizadoras figuraron la Asociación de Football de Santiago y la Liga Nacional, según consta de los documentos protocolizados en notaría y que fueron enviados al Honorable Consejo de Estado a fin de obtener la concesión de la personalidad jurídica de la nueva institución dirigente de los deportes en Chile.
Las primeras disputas entre la Federación Sportiva Nacional (FSN) y la Football Association of Chile (FAC) surgieron a poco de crearse la FSN. Hubo una tregua en 1910, cuando Argentina invitó a Chile a jugar su primer torneo amistoso de fútbol, haciéndose necesario para ello conformar una selección de jugadores que representara a Chile en los partidos a disputarse en Argentina, incluyendo el Torneo Centenario Argentino de 1910. Sin embargo, apenas finalizó el torneo, ambas federaciones continuaron su lucha por la dirección del fútbol nacional.
Uno de los problemas suscitados tuvo lugar en 1912. En esa oportunidad, la Federación Sportiva Nacional envió una delegación de deportistas a los Juegos Olímpicos de Estocolmo, mientras que la Asociación Atlética y de Football de Chile (AFCh) —sucesora de la Football Association of Chile, constituida en ese año en Valparaíso— envió, igualmente, a su propia delegación, cuestión que provocó sorpresa en el Comité Olímpico Mundial, dado que, por primera vez en la historia, un país enviaba doble representación deportiva. Después de un estudio de los antecedentes, el Comité Olímpico reconoció en forma oficial a la embajada deportiva de la Federación Sportiva Nacional, presidida por Máximo Kahni, y obligó a los atletas de Valparaíso a reconocer a dicha entidad para participar en las pruebas olímpicas.
Posteriormente, en 1913, el gobierno de Brasil extendió una invitación oficial al gobierno de Chile para que un representativo chileno visitara dicho país. Al ser una invitación oficial, el gobierno le encargó la comisión a la FSN, lo que trajo como consecuencia que la Asociación de Football de Chile negara la participación de los jugadores que militaran en sus registros. En contrapartida a esta invitación, la AFCh invitó a la selección de fútbol de Argentina a jugar a Chile contra combinados locales, cosa que era común para todas las escuadras en ese entonces, así como contra un equipo chileno conformado por jugadores de todo el país. Por lo tanto, las dos selecciones de Chile disputaron los partidos casi en simultáneo.
No obstante, en 1915, se constituyó un comité internacional formado por Juan Esteban Ortúzar y Roberto Balbontín, en representación de la AFCh, y por los señores Amtmann y Bráñez, en representación de la FSN, cuyo objetivo era organizar el cuadro internacional y dirigir todo lo relacionado con la representación de Chile ante Argentina, Uruguay y Brasil, con miras a la primera edición del Campeonato Sudamericano de Fútbol —actual Copa América—, a realizarse en 1916, en la ciudad de Buenos Aires. Así, ambas federaciones lograron generar un solo combinado con representantes de Coquimbo, Santiago, Talcahuano y Valparaíso. Además, la AFCh pasó a formar parte del grupo de fundadores de la Confederación Sudamericana de Fútbol (CONMEBOL), junto a los representantes de Argentina, Brasil y Uruguay. Firmados los respectivos pactos solemnes en 1917, se declaró que la Asociación de Football de Chile se haría cargo del fútbol, dejando el resto de los deportes a la Federación Sportiva Nacional.
Sin embargo, en desconocimiento a estos pactos, con fecha 29 de abril de 1923 se aprobó la constitución de una institución de fútbol disidente: la Federación de Football de Chile, con sede en Santiago. Este hecho creó nuevamente un estado conflictivo en el desarrollo y dirección del fútbol nacional, lo que determinó la intervención del gobierno, a través de la Federación Sportiva Nacional, la que, el 23 de junio de 1923, fue investida con los poderes de dirimir las dificultades, desavenencias y conflictos dentro del deporte en Chile. Luego, el 27 de julio de ese año, la FSN pasó a llamarse Confederación de Deportes de Chile, fecha también en la cual resolvió reconocer como única dirigente del fútbol nacional a esta nueva federación nacida en Santiago, haciendo caso omiso de la antigüedad de la Asociación de Valparaíso, de la afiliación de esta ante la FIFA y de los pactos de 1917.
Como el gobierno de Chile consideró que la Confederación de Deportes de Chile no dio una solución justa, solicitó la intervención de la Comisión Nacional de Educación Física, la que fijó principios y propuso soluciones. El resultado de esta intervención fue un decreto de fecha 10 de diciembre de 1923, por el que se reconoció a la Asociación de Football de Chile (AFCh) de Valparaíso como la dirigente oficial del fútbol chileno, en contradicción a lo resuelto por la Confederación.
No obstante, otra fuente señala que la mencionada Confederación Deportiva de Chile fue fundada en 1925, por iniciativa del propio gobierno chileno, como respuesta a la suspensión que decretó la Confederación Sudamericana de Fútbol (CONMEBOL) al fútbol chileno, debido a la división entre la Asociación de Football de Chile y la Federación Sportiva Nacional, entidades que fueron desconocidas por el gobierno. Este hecho significó la primera intervención directa del Estado en el fútbol chileno, cuya superintendencia fue entregada a la Confederación Deportiva de Chile, sin embargo, esta no contó con federaciones que confederar. Finalmente, la AFCh y la FSN lograron un acuerdo de unificación, que fue reconocido por la CONMEBOL y la FIFA, por lo que la intervención del Estado chileno terminó con la dictación del Decreto Supremo que le otorgó personalidad jurídica a la Federación de Fútbol de Chile.